# Louis le Brocquy
Louis le Brocquy, né le 10 novembre 1916 à Dublin (Irlande) et mort le 25 avril 2012 (à 95 ans), est un peintre irlandais. Il est considéré comme l'un des peintres irlandais majeurs du XXe siècle. Son œuvre est reconnue au niveau international et a reçu de nombreuses distinctions, au cours d’une carrière qui couvre soixante-dix ans de pratique créative.

## Vie et œuvre
Louis le Brocquy était le fils aîné d’Albert le Brocquy (1888-1976), secrétaire honoraire de la Ligue irlandaise pour la Société des Nations, et de Sybil, née Staunton (1892-1973), cofondatrice de la section irlandaise d’Amnesty International.
Il étudia la chimie au Trinity College de Dublin, et commença par travailler quelques années dans l’entreprise familiale, qu’il abandonna brusquement à 22 ans pour devenir peintre.
En 1938, il quitta donc l’Irlande pour étudier les principales collections d'art européennes à Londres, Paris, Venise puis Genève, où étaient hébergées les collections du Prado pendant la guerre civile espagnole. Cet autodidacte commença à peindre en 1939. Ses premiers travaux sont influencés par Manet, Degas et la peinture espagnole, en particulier le Greco, Vélasquez et Goya.
En 1940, Louis le Brocquy revint en Irlande. Il fut membre fondateur de l’Exposition irlandaise d’art vivant (The Irish Exhibition of Living Art) en 1943, avec Evie Hone (en) et Mainie Jellett. Ce salon annuel permit d’exposer les peintres irlandais d’avant-garde.
1945 marqua un tournant dans son style, qui se rapprocha du cubisme. Durant les années d’après-guerre, il peignit une série sur les bohémiens ; la vie rude, incertaine, mais farouchement indépendante des gens du voyage l’interpellait. Cette série annonce des traits saillants de son œuvre : inscrire les corps dans l’espace, transposer leur densité physique pour capter l'esprit qui les habite, retracer la solitude de l’être humain.
En 1956, Louis le Brocquy représenta l’Irlande à la Biennale de Venise, où il fut primé pour son tableau A Family. Cette toile appartient à sa « période Grise » de 1951-54. Cette distinction lui permit de faire partie de l'exposition « 50 ans d'art moderne, de Cézanne à nos jours » à la Foire internationale de Bruxelles en 1958. 

Dans la décennie suivante, sa série « Présences » marqua sa « période Blanche ».
Son travail le plus connu est la longue série de « Têtes » qu’il commença en 1964 à la suite de sa découverte de crânes sur-modelés Polynésiens au Musée de L'homme, Paris. Il s’agit de portraits saisissants de personnalités littéraires et de confrères artistes, parmi lesquels William Butler Yeats, James Joyce, ses amis Samuel Beckett, Francis Bacon et Seamus Heaney, mais aussi Bono, le chanteur du groupe rock U2.
Louis le Brocquy appartient au petit cercle des peintres les plus réputés d’Irlande et de Grande-Bretagne, aux côtés de Lucian Freud, David Hockney et Francis Bacon. En mai 2000, un de ses tableaux a dépassé le million de livres sterling lors d’une vente aux enchères à Sotheby's, Londres. Au-delà du record, cette cote montre la reconnaissance de ce peintre sur le marché international de l’art.
Il a également créé des tapisseries remarquables. Tissées en France à Aubusson, elles reprennent des sujets comme les gens du voyage ou la mythologie celtique.
Par ailleurs, il a noué de nombreuses collaborations avec des écrivains irlandais notamment Samuel Beckett et Seamus Heaney. En particulier, il a illustré l’épopée celtique The Táin, la nouvelle traduction du Táin Bó Cúailnge qui fit le poète irlandais contemporain Thomas Kinsella (en) en 1969.
Plusieurs rétrospectives lui ont été consacrées de par le monde. Son œuvre est présente dans de nombreuses collections publiques, du Guggenheim de New York à la Tate Gallery de Londres. En Irlande, Louis le Brocquy fut le premier et seul peintre vivant à figurer dans la collection irlandaise permanente de la National Gallery à Dublin.
Louis le Brocquy a vécu à Londres et dans le sud de la France. Il a résidé plusieurs années à Carros, dans les Alpes-Maritimes, avec sa femme, la peintre irlandaise Anne Madden (en). Tous deux ont par la suite, vécu et travaillé à Dublin.

## Principales expositions
- 1956 : Biennale de Venise : Louis le Brocquy y représente l’Irlande et reçoit un prix pour son tableau A Family.
- 1966 : Municipal Gallery Dublin
- 1973 : Fondation Maeght, Saint-Paul de Vence (France)
- 1976 : Musée d'art moderne de la ville de Paris
- 1981 : New York State Museum, États-Unis
- 1988 : National Gallery of Victoria à Melbourne, Australie
- 1989 : Musée Picasso, Antibes
- 1991 : Museum of Modern Art, Kamakura, Japan
- 1996 : Irish Museum of Modern Art
- 2006 : National Gallery of Ireland

## Distinctions honorifiques
- Chevalier de la Légion d'honneur, (1975)[réf. souhaitée]
- Officier de l'Ordre de la Couronne Belge, (2001)
- Membre de l'Aosdána, dont il est élu Saoi en 1992.
- Officier des Arts et des Lettres, France, 1999
- Hon. Litt. D., University of Dublin, 1962
- Hon. Ll. D., University College, Dublin, 1988
- Hon. D. Ph., Dublin City University, 1999
- Hon. D. Univ., Queen's University, Belfast 2002
- Hon. D. Ph., Dublin Institute of Technology, 2004
- Hon. Associate, NCAD, Dublin, 2006
- Freedom of the City of Dublin, 2007